# Реформация в Австрии

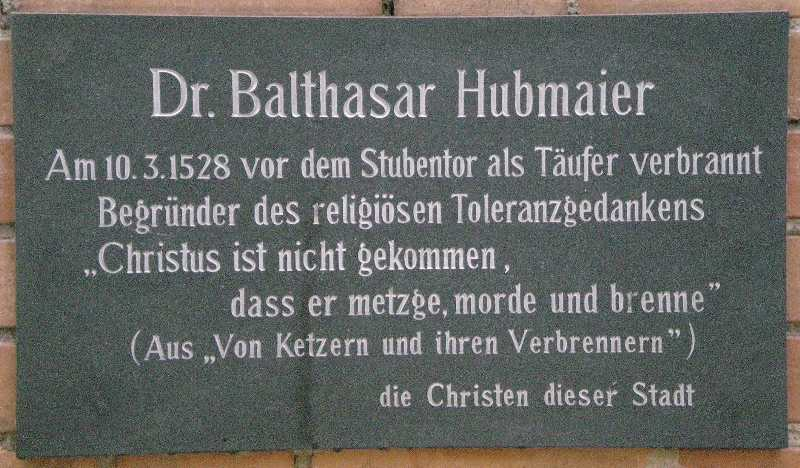
Памятная табличка мученику-анабаптисту Бальтазару Хубмайеру

Реформация в Австрии — краткий период (16-17 вв.), в течение которого в Австрии распространились идеи протестантства. В конце 17 в. в результате контрреформации протестантизм в стране полностью пришёл в упадок. Некоторое возрождение его произошло лишь во второй половине 19 в. в результате развития религиозной терпимости.

## Первые годы
С конца 1520 г. в Австрии начали распространяться печатные издания в поддержку Реформации, несмотря на запреты властей. Эти идеи были охотно приняты многими верующими, нижними слоями священников и монахами. Дворяне-землевладельцы не только переходили в лютеранство, но и способствовали его распространению в своих поместьях и приходах.
Другое протестантское движение — анабаптисты — было особенно сильным в Тироле, откуда оно широко распространилось начиная с 1525 года благодаря таким миссионерам, как Ганс Гут (de:Hans Hut), Бальтазар Губмайер и Якоб Гуттер (de:Jakob Hutter). Характерными чертами этого движения было крещение в зрелом возрасте и добровольность церкви. С 1527 г. власти преследовали анабаптистов как еретиков. В Австрии было казнено около 1000 из них (см. de:Märtyrer der Täuferbewegung). Лишь с 1544 репрессии понемногу ослабли. Анабаптисты нашли убежище в Моравии, где процветала община гуттеритов под руководством Якоба Гуттера.
Король Фердинанд I пытался предотвратить упадок католических монастырей и духовенства путём нанесения личных визитов. Поскольку он нуждался в поддержке землевладельцев для защиты от турок, которым в 1529 г. впервые удалось осадить Вену, ему пришлось пойти на уступки протестантам.

## Период относительной веротерпимости
В 1555 региональные правители на основании Аугсбургского мира получили право самостоятельно определять, к какой конфессии относится их территория. Носители иных вероисповеданий более не рассматривались как еретики, однако были вынуждены переселяться на территории, где признавалась их конфессия. На практике это правило применялось весьма непоследовательно, поскольку дворяне нередко назначали священниками в подведомственных им церквях протестантски настроенных священников, а из-за нехватки кадров многие приходы остались без священников. На протяжении десятков лет католики и протестанты вынуждены были сосуществовать на одних и тех же территориях, и строгое разделение между ними было невозможным.

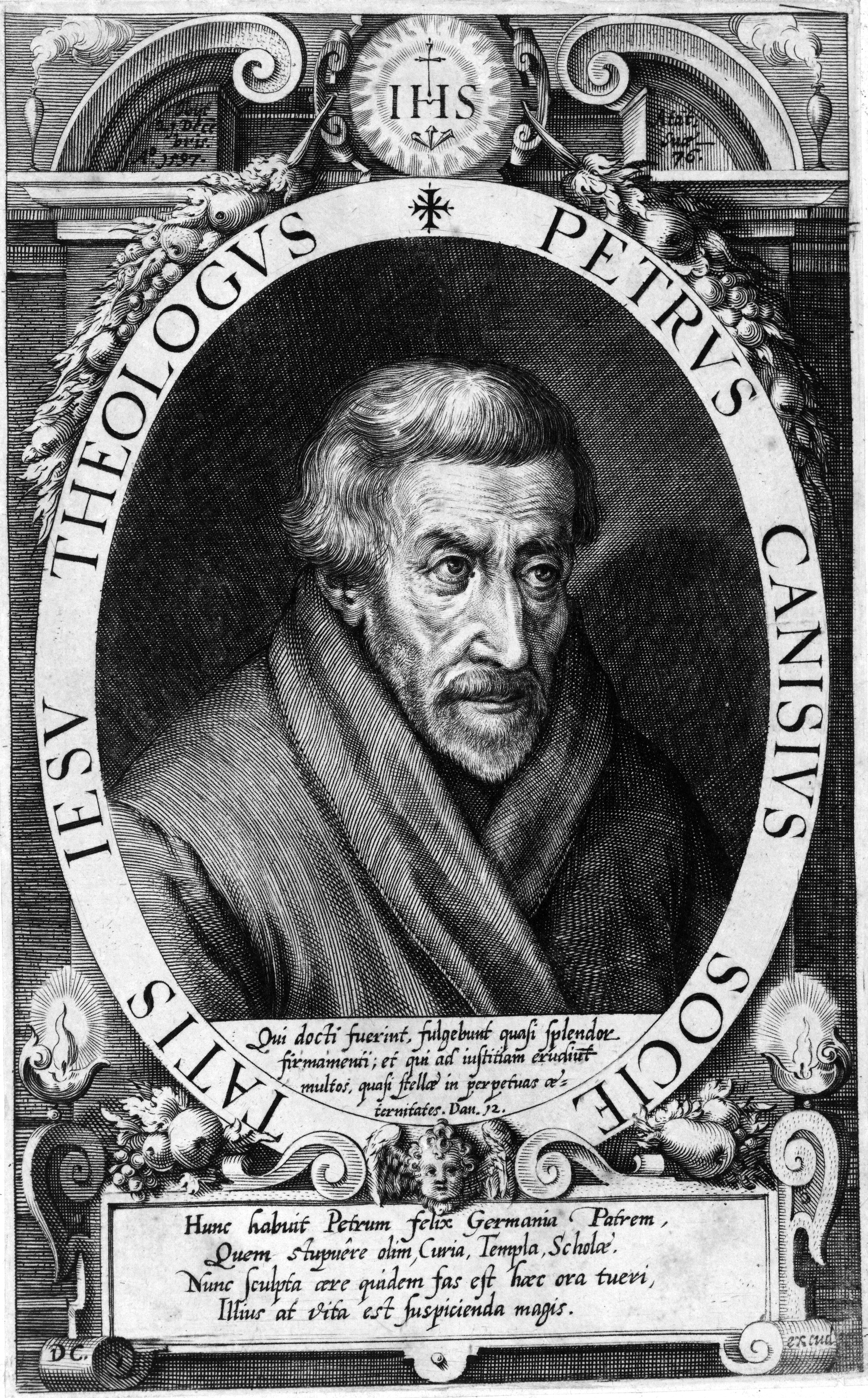
Пётр Канизий

В 1551 г. Фердинанд I пригласил в Вену иезуитов. В их школах воспитывались будущие епископы и ответственные лица государства, среди которых в ту пору особенно активную роль сыграл Пётр Канизий, пытавшийся своими молитвами и катехизисом собственного сочинения укрепить позиции католиков.
В годы правления Максимилиана II (1564—1576), который разрешил дворянству свободу выбора вероисповедания, протестантизм в Австрии достиг высшей точки своего процветания. 22 декабря 1567 г. Максимилиан выпустил в обход Пассауского епископа Общий монастырский регламент, в котором, в частности, постановил об отмене сожительства.
Несмотря на религиозную индифферентность императора Рудольфа II, примерно с 1580 г. началась контрреформация. Епископы, обученные в иезуитских школах, а также аббаты, которые часто были выходцами из других стран, начали реализовывать решения Тридентского собора (1545—1563). Реализация многих из утверждённых собором реформ затянулась на столетие и более: в частности, лишь в 1758 г. была основана Венская семинария (de:Wiener Priesterseminar).
В ходе столкновений между императором Рудольфа II и его братом Матвеем последний был вынужден подписать в 1609 г. так называемые «капитулянтские условия», в которых гарантировал свободу вероисповедания. В следующем десятилетии протестантизм вновь испытал расцвет на придунайских землях Габсбургов. В этой связи можно упомянуть деятельность многочисленных просветителей, в частности И. Кеплера, евангельской школы в Линце. Политическим архитектором оппозиционной политики был de:Georg Erasmus von Tschernembl.

## Упадок реформации и рекатолизация
С приходом к власти Фердинанда II, который к тому времени уже энергично осуществлял контрреформацию во Внутренней Австрии, положение стало обостряться. Дунайские реформаты заключили в 1619 пакт с чешскими протестантами (de:Confoederatio Bohemica) и присоединились к их восстанию, однако потерпели катастрофическое поражение в битве на Белой Горе.
Начиная с этого момента в Австрии окончательно возобладала контрреформация. Её проводниками, наряду с иезуитами, были прежде всего такие ордена, как капуцины, сервиты и варнавиты. Основными лидерами Контрреформации были епископы Мельхиор Клезль в Вене, Мартин Бреннер в Зеккау, Георг Штобойс в Лафанте, Вольф Дитрих фон Райтенау, и позднее Маркус Зиттикус граф фон Хоэнемс в Зальцбурге.
Результатом поражения протестантов стала конфискация их имений в Нижней Австрии и зависимость Верхней Австрии от Баварии. Кульминацией рекатолизации, которая направлялась из Баварии, стала Крестьянская война в Верхней Австрии 1626 г. (de:Oberösterreichischer Bauernkrieg). После поражения крестьян дворяне были поставлены перед выбором — обратиться в католичество или эмигрировать, а протестантские священники были изгнаны.
Примерно с 1600 г. протестанты стали покидать Австрию. Их численность к тому времени оценивается в 100—200 тыс. человек. Одним из ярких примеров был эмигрировавший вместе со своими родителями в 1628 г. Юстиниан фон Вельц, который стал позднее одним из виднейших лютеранских миссионеров.
В 1631 г. Фердинанд II пожаловал венским епископам титул имперских князей.
По окончании Тридцатилетней войны, к 1650 г., Австрия была преимущественно католической. Так называемые «скрытые протестанты» сохранились в Альпах, в Верхней Австрии и в Венгрии.
Примерно с 1650 г. распространился массовый культ девы Марии (воздвижение столпов Марии, паломничество к местам её памяти и др.), а также другие проявления католического культа (крестные ходы, почитание мучеников и др.).